# بريسكوت بورغس
بريسكوت بورغس (بالإنجليزية: Prescott Burgess)‏ هو لاعب كرة قدم أمريكية أمريكي، ولد في 6 مارس 1984 في وارن في الولايات المتحدة.

## وصلات خارجية
- بريسكوت بورغس على موقع مرجع كرة القدم المحترفة.كوم (الإنجليزية)